# Paul Salisbury
Paul Salisbury (* 1979 in Jena) ist ein deutscher Drehbuchautor.

## Leben und Wirken
Salisbury wurde als Sohn einer deutschen Anglistin und eines englischen Germanisten geboren. Im Anschluss an ein Studium der Germanistik in Leipzig und ein Filmstudium in New York besuchte er von 2007 bis 2010 die Deutsche Film- und Fernsehakademie Berlin und wurde dort zum Autor für Film und Fernsehen ausgebildet.
Seit 2010 ist Salisbury als freier Drehbuchautor tätig. 2012 schrieb er mit dem Drehbuch Schwergewicht die Vorlage für Herbert. Für den grimmenominierten Fernsehfilm Das deutsche Kind von Umut Dağ fungierte Salisbury als Drehbuchautor. 2018 feierte der Kinofilm Atlas Premiere, Salisbury zeigte sich gemeinsam mit seinem ehemaligen Kommilitonen David Nawrath für das Drehbuch verantwortlich. Atlas wurde für den Deutschen Filmpreis nominiert.

## Filmografie (Auswahl)
- 2011: GhettoLoveGrief (Kurzfilm)
- 2015: SOKO Köln (Fernsehserie, Folge 12.02: Tod durch Ertrinken)
- 2015: Vorstadtrocker
- 2017: Das deutsche Kind
- 2018: Atlas
- 2020: Polizeiruf 110: Tod einer Toten (Fernsehreihe)
- 2023: Tatort: Schutzmaßnahmen (Fernsehreihe)
- 2023: Im Schatten der Angst – Du sollst nicht lügen (Fernsehfilm)
- 2023: Tatort: Des anderen Last (Fernsehreihe)

## Auszeichnungen (Auswahl)
Internationales Filmfest Emden-Norderney 2015
- Preisträger in der Kategorie Bestes Drehbuch für Atlas

Biberacher Filmfestspiele 2015
- Preisträger des Goldenen Bibers in der Kategorie Fernsehen für Vorstadtrocker[1]

Torino Film Festival 2018
- Preisträger des Special Jury Award für Atlas

Deutscher Filmpreis 2019
- Nominierung in der Kategorie Bestes Drehbuch für Atlas

Grimme-Preis 2019
- Nominierung in der Kategorie Fiktion für Das deutsche Kind[2]

Internationales Filmfest Emden-Norderney
- Nominierung Drehbuchpreis – zusammen mit David Nawrath für Teufelstal (Preisgeld 1000 Euro)[3]